# مقاطعة سيدغويك (كولورادو)
مقاطعة سيدغويك (بالإنجليزية: Sedgwick County)‏ هي إحدى مقاطعات ولاية كولورادو في الولايات المتحدة الأمريكية.